# Sakpata Boys
Sakpata Boys ou Sakpata Boyz (SB) est un groupe masculin de Hip-hop, d'afro-rap qui fusionne le rap, sonorités vaudoun et le reggae fondé en 1994. Ils sont les précurseurs de ce rythme au Bénin.

## Histoire
Sakpata Boys qui voit le jour en 1994 est un groupe de hip-hop masculin composé de trois membres : Olivier B, Ubano B et Ludovic. Le but de ces trois ados était de proposer un nouveau rythme, une nouvelle musique au public béninois. Les trois amis se distinguent des autres artistes du pays dès leur début par leur look : vêtements en raphia, casques à l'envers, chaînes plaquées or ou torses nus. Le trio s'est rencontré au collège d'enseignement générale de Vedoko à Cotonou. Ils sont dès la genèse du groupe inspirés par des artistes comme Mc Solaar, Benny B, IAM, MC Hamer, Black Jack ou encore Vanilla Ice. Leur nom de scène leur vient d'une divinité africaine définit par Christine Henry dans son article La terre de Sakpata

« (…) divinité d’origine yoruba, est connu, partout où il a été implanté comme dieu de la variole et plus largement des maladies éruptives et/ou contagieuses. Mais au Bénin et au Togo s’est développée une tradition qui en fait également le vodun (divinité) de la Terre. »

## Discographie
Ensemble le groupe sort 3 albums. Le premier intitulé Amen sort en 1997 en Côte-d'Ivoire. Africa Party, qui est le deuxième album du groupe voit le jour en 1999 au Bénin et est produit par Christian Lagnidé. A l'été 2000 sort Hip Hop From Vodun Land, le dernier album en tant que groupe. Produit au Sénégal par Youssou N'dour, cet album est le plus connu et le plus écouté du groupe avec des titres comme Milè, et Vodounvi,.